# Tofiq Ahmedov
Pour les articles homonymes, voir Ahmedov.
Tofiq Ahmedov (en azéri : Tofiq Qəzənfər oğlu Əhmədov; né le 28 février 1924 à Bakou et mort le 23 mars 1981 à Bakou) est un musicien, chef d'orchestre pop, compositeur, interprète et organisateur musical azerbaïdjanais, Artiste du peuple de la RSS d'Azerbaïdjan (1977), fondateur du groupe pop-orchestre symphonique et directeur artistique (1956-1979).

## Biographie
Tofig Gazanfar oglu Ahmedov est né le 28 février 1923 à Bakou. En 1941, il rejoint l'orchestre symphonique pop, nouvellement formé dans la république, en tant que clarinettiste et saxophoniste. À cette époque, le chef d'orchestre est le compositeur Tofig Guliyev. En 1942, le compositeur invite Tofig Ahmadov à l'Ensemble pop de la marine caspienne qu'il dirige. Il travaille dans cet orchestre jusqu'en 1945. Au cours de ces années, il fait également des études supérieures. En 1952, il est diplômé de la classe de clarinette du département d'instruments à vent du Conservatoire d'État d'Azerbaïdjan.

## Parcours musical
Depuis 1953, son activité s'élargit. La même année, il est invité à Moscou dans l'orchestre d'estrade dirigé par le maître trompettiste Edi Rozner en qualité d'accompagnateur. Ayant acquis suffisamment d'expérience, le musicien retourne à Bakou en 1957 et crée l'orchestre pop "Nous sommes de Bakou" et le dirige jusqu'en 1961. Il part en tournée dans différents pays avec l'ensemble.
Une grande partie de la créativité de Tofig Ahmadov est liée à la télévision et à la radio d'Azerbaïdjan. En 1961, il crée un orchestre pop basé sur les solistes de l'ensemble pop « Nous sommes de Bakou ». Il invite au collectif les étudiants et les diplômés de l'École de musique Asaf Zeynally à Bakou et du Conservatoire d'État U.Hadjibeyli d'Azerbaïdjan.

## Collaboration avec des artistes
Il attire des artistes tels que Muslim Magomayev, Shovkat Alakbarova, Gulagha Mammadov, Lutfiyar Imanov et Rauf Atakichiyev pour coopérer avec l'orchestre. Plus tard, Ilhama Gouliyeva, Yaltchin Rzazade, Mubariz Taghiyev, Akif Islamzade, Flora Karimova, et d'autres artistes rejoignent l'orchestre pop dirigé par Tofig Ahmadov. Il reste le directeur artistique et chef d'orchestre de ce collectif jusqu'à la fin de sa vie. Des compositeurs de différentes générations composent pour cet orchestre. Par exemple, malgré le fait que Gara Garayev, Fikret Amirov et Raouf Hadjiyev travaillaient principalement dans le genre symphonique, Tofig Ahmadov leur demande d'interpréter des œuvres pour un orchestre pop. Tofig Guliyev, qui est en communication plus créative avec Tofig Ahmadov, écrit également de nombreuses pièces pour l'orchestre symphonique.

## Collaboration avec des compositeurs
En outre, les œuvres des compositeurs tels que Saïd Rustamov, Djahanguir Djahanguirov, Vasif Adiguezalov, Ramiz Mustafayev, Khayyam Mirzazade, Ogtay Kazimov, Ramiz Mirichli, Faïk Soudjaddinov, Eldar Mansourov, Oqtay Radjabov trouvent également leur place dans le répertoire de l'orchestre.
En tant que compositeur, il a de nombreuses chansons et œuvres pour orchestre. Au revoir, montagnes, Les yeux de la mère, Fais-moi rire  et d'autres.
L'orchestre symphonique de variétés de la Télévision et de la Radio d'Azerbaïdjan, créé par lui, acquiert une grande réputation dès les premières années de son activité. L'orchestre reçoit des prix spéciaux au VIIIe Festival mondial de la jeunesse organisé à Helsinki, en Finlande, au festival traditionnel " Orphée d'or " organisé en Bulgarie en 1968 et lors d'autres événements internationaux. Le 29 juin 1977, Tofig Ahmedov reçoit le titre honorifique d'Artiste du peuple. Même après la mort de l'artiste, l'orchestre perpétue avec succès les traditions établies.

## Filmographie
- Concert de l'Orchestre de Tofig Ahmadov (film, 1962)
- Belle-mère (film, 1978)
- Ogtay Aghayev. Les jours passés (film documentaire, 2004)